# Stanwellia
Stanwellia là một chi nhện trong họ Nemesiidae.
Stanwellia được miêu tả năm 1918 bởi Rainbow & Pulleine.

## Các loài
Stanwellia có các loài sau:
- Stanwellia bipectinata (Todd, 1945)
- Stanwellia grisea (Hogg, 1901)
- Stanwellia hapua (Forster, 1968)
- Stanwellia hoggi (Rainbow, 1914)
- Stanwellia hollowayi (Forster, 1968)
- Stanwellia houhora (Forster, 1968)
- Stanwellia inornata Main, 1972
- Stanwellia kaituna (Forster, 1968)
- Stanwellia media (Forster, 1968)
- Stanwellia minor (Kulczyński, 1908)
- Stanwellia nebulosa (Rainbow & Pulleine, 1918)
- Stanwellia occidentalis Main, 1972
- Stanwellia pexa (Hickman, 1930)
- Stanwellia puna (Forster, 1968)
- Stanwellia regia (Forster, 1968)
- Stanwellia taranga (Forster, 1968)
- Stanwellia tuna (Forster, 1968)